# Giovanni Mestica
Giovanni Mestica (* 27. Dezember 1831 in Apiro; † 23. Juni 1903 in Rom) war ein italienischer Politiker, Romanist und Italianist.

## Leben und Werk
Mestica besuchte das Gymnasium in Pesaro. Dann unterrichtete er in Apiro, Tolentino, Cingoli und Jesi. 1881 erhielt er zwei Rufe, einen auf den Lehrstuhl für Latein in Pavia (den er ablehnte), den anderen auf den Lehrstuhl für italienische Literatur in Palermo (den er annahm). Mestica nahm Wohnsitz in Rom und machte zusätzlich Karriere im Erziehungsministerium. Ab 1890 war er außerdem Parlamentarier in der Abgeordnetenkammer.
Mestica war Mitglied der Accademia della Crusca. In Apiro trägt seit 1907 das Theater seinen Namen.

## Werke

### Leopardi
- (Hrsg.) Giacomo Leopardi, Paralipomeni canti e versioni, Florenz 1875
- La conversione letteraria di G. Leopardi e la sua cantica giovanile, Rom 1880 ( 15, November 1880)
- (Hrsg.) Le poesie di Giacomo Leopardi, Florenz 1886, 1888, 1892,  1897, 1900, 1905, 1909, 1919
- (Hrsg.) Scritti letterari di Giacomo Leopardi, 2 Bde., Florenz 1899, 1924
- (Hrsg.) Le prose originali di Giacomo Leopardi, Florenz 1890
- Studi leopardiani, Florenz 1901, hrsg. von Franco Foschi, Ancona 2000

### Weitere Werke
- Istituzioni di letteratura, 2 Bde., Florenz 1874–1875, Turin 1904 (Schulbuch)
- Traiano Boccalini e la letteratura critica e politica del Seicento, Florenz 1878
- Scritti latini giovanili, Florenz 1879
- San Francesco, Dante e Giotto, Rom 1881 (in: Nuova Antologia), Macerata 1927
- Manuale della letteratura italiana nel secolo XIX, 2 Bde., Rom 1882–1887
- (Hrsg.) Lettere amorose di Ugo Foscolo ad Antonietta Fagnani, Florenz 1884, 1928
- (Hrsg.) Le poesie di Ugo Foscolo, 2 Bde., Florenz 1884
- (Hrsg.) Le poesie di Alessandro Manzoni, Florenz 1888, 1890, 1899, 1920
- (Hrsg.) Le Rime di Francesco Petrarca, Florenz 1896